# Avena barbata
La avena loca o ballueca (Avena barbata) es una especie de planta fanerógama de la familia de las poáceas.

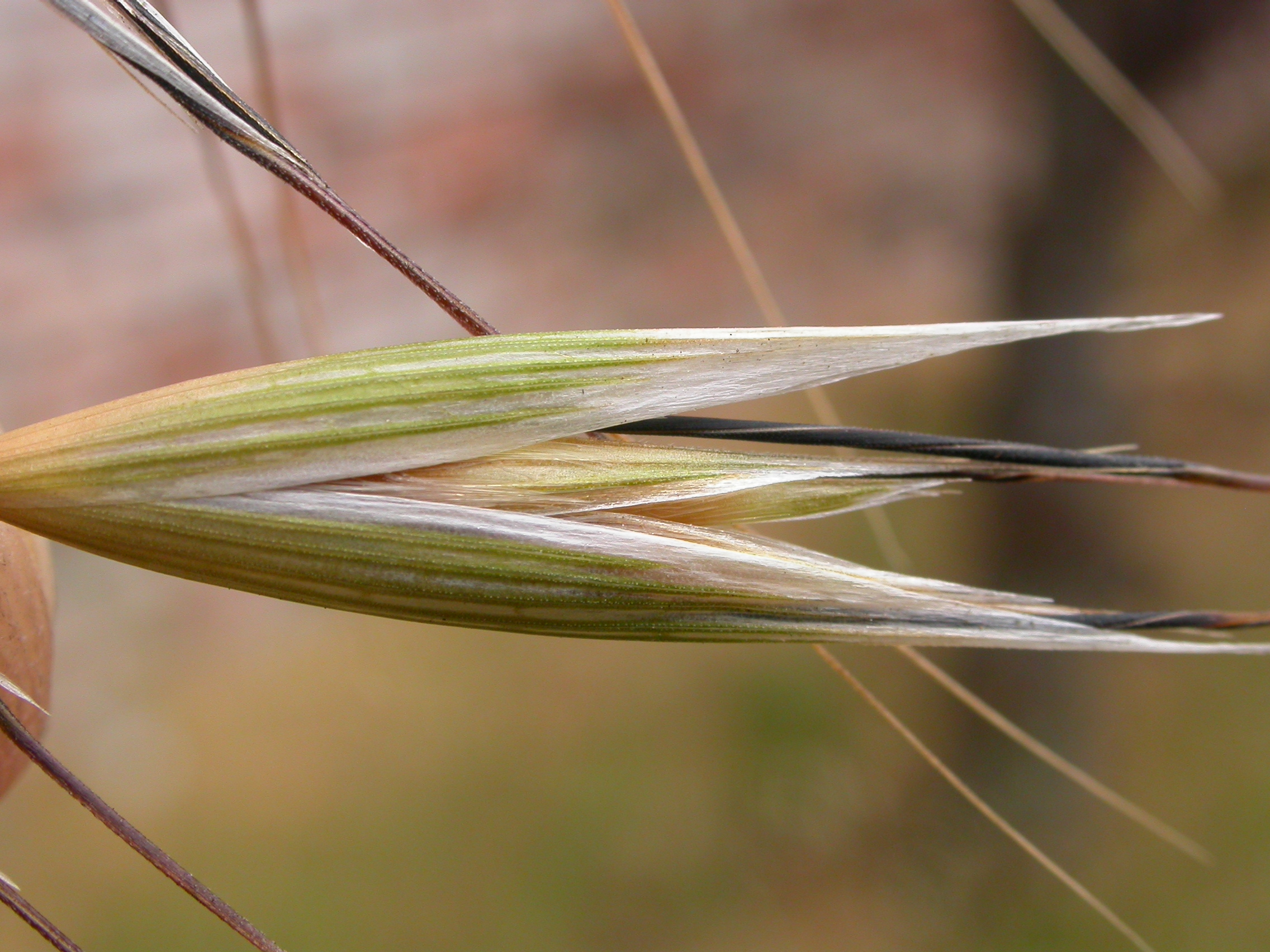
Espiga

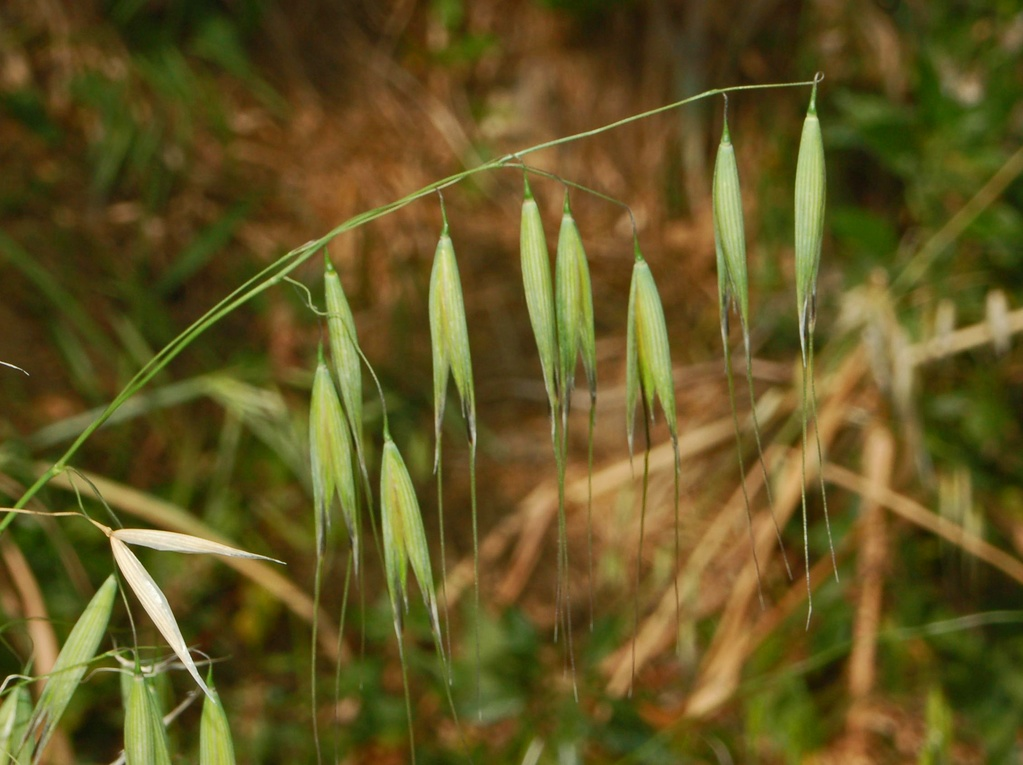
Vista de la planta

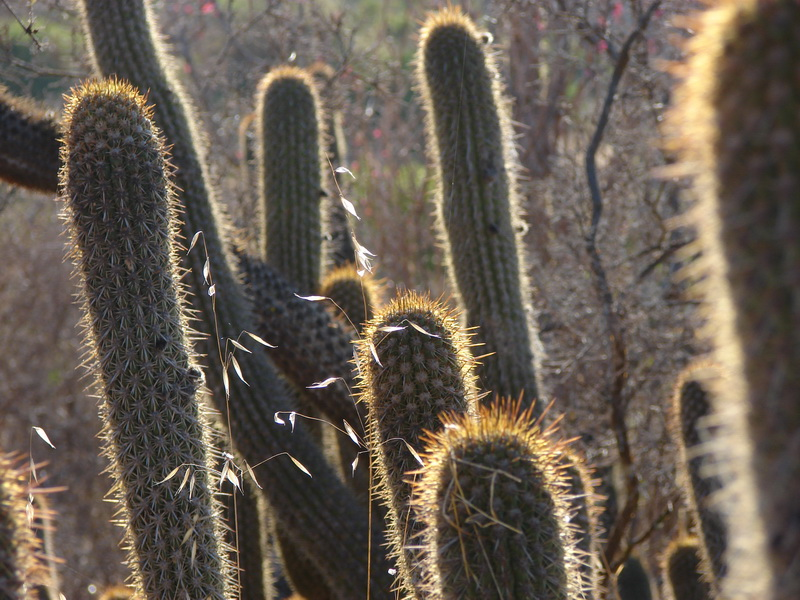
Avena barbata con Echinopsis litoralis

## Descripción
Se trata de una planta anual, que se diferencia dentro del género en las islas por su inflorescencia, formada por espiguillas de 16-32 mm de longitud, con 2-3 flores articuladas con la raquilla y por la lema de las espiguillas, densamente hirsuta por debajo del punto de inserción de la arista y con dos arístulas apicales de 1-6 mm.

## Distribución
Avena barbata es una especie cosmopolita y nativa posible en las islas Canarias.

## Taxonomía
Avena barbata fue descrita por Pott ex Link  y publicado en Journal für die Botanik 1799(2,2): 314–315. 1799[1800].
Etimología
Avena: nombre antiguo de una especie de gramínea.
barbata: epíteto que hace referencia a los pelos de las lemas de las espiguillas. 
Sinonimia
- Avena alba var. barbata (Pott ex Link) Maire & Weiller
- Avena almeriensis Gand.
- Avena deusta Ball
- Avena hirsuta Moench
- Avena hirtula Lag.
- Avena hoppeana Scheele
- Avena sallentiana Pau
- Avena sativa var. barbata (Pott ex Link) Fiori
- Avena sesquitertia hort. ex Steud.
- Avena strigosa subsp. barbata (Pott ex Link) Thell.[2]

## Nombres comunes
- Castellano: avena, avena borde, avena bravía, avena erizada, avena erizadita, avena loca, avena morisca, avena moruna, balango común, ballueca, teatina? cigüeñita, cobula.[3]